# Bunaeopsis licharbas
Bunaeopsis licharbas är en fjärilsart som beskrevs av J. Peter Maassen och Gustav Weymer 1886. Bunaeopsis licharbas ingår i släktet Bunaeopsis och familjen påfågelsspinnare. Inga underarter finns listade i Catalogue of Life.